# Corea del Sur en la Copa Mundial de Fútbol Sub-17 de 2015
La Selección de Corea del Sur fue uno de los 24 equipos participantes en la Copa Mundial de Fútbol Sub-17 de 2015, torneo que se llevó a cabo entre el 17 de octubre y el 8 de noviembre de 2015 en Chile.
Esta fue la quinta participación de la Selección de fútbol sub-17 de Corea del Sur en un mundial, llegó a la final en el Campeonato Sub-16 de la AFC de 2014, cayendo por 1-2 ante la Selección de fútbol de Corea del Norte.

## Participación

### Grupo B
| Equipo        | Pts | PJ | PG | PE | PP | GF | GC | Dif |
| ------------- | --- | -- | -- | -- | -- | -- | -- | --- |
| Inglaterra    | 0   | 0  | 0  | 0  | 0  | 0  | 0  | 0   |
| Guinea        | 0   | 0  | 0  | 0  | 0  | 0  | 0  | 0   |
| Brasil        | 0   | 0  | 0  | 0  | 0  | 0  | 0  | 0   |
| Corea del Sur | 0   | 0  | 0  | 0  | 0  | 0  | 0  | 0   |

| 17 de octubre de 2015, 19:00 | Brasil | Partido 4 | Corea del Sur | Estadio Francisco Sánchez Rumoroso, Coquimbo |  |
|                              |        |           |               | Árbitro(s):                                  |  |

| 20 de octubre de 2015, 20:00 | Corea del Sur | Partido 16 | Guinea | Estadio La Portada, La Serena |  |
|                              |               |            |        | Árbitro(s):                   |  |

| 23 de octubre de 2015, 17:00 | Corea del Sur | Partido 26 | Inglaterra | Estadio Francisco Sánchez Rumoroso, Coquimbo |  |
|                              |               |            |            | Árbitro(s):                                  |  |

- Datos: Q19949837